# جورج سانسوم
جورج سانسوم (انگلیسی: George Sansom; ۲۸ نوامبر ۱۸۸۳ – ۸ مارس ۱۹۶۵) دیپلمات، ژاپن‌شناس، آموزگار اهل بریتانیا بود.